# Antoni Krzywy
Antoni Krzywy (ur. ok. 1890, zm. 14 czerwca 1935 w Łodzi) – polski dziennikarz, współpracownik czasopism krakowskich, warszawskich, Iwowskich i łódzkich.

## Życiorys
Był absolwentem wydziału filozoficznego Uniwersytetu Lwowskiego. Następnie został redaktorem „Słowa Polskiego” we Lwowie, redaktorem naczelnym „Gońca Krakowskiego” i czasopisma „Polonia” w Katowicach (1928). Był kierownikiem oddziału warszawskiego „Ilustrowanego Kuriera Codziennego” oraz wydawcą „Tygodnika Warszawskiego”. Współpracował z „Trybuną Polską” (1919) i „Rzecząpospolitą” (1924). Był szefem propagandy podczas Powszechnej Wystawy Krajowej w Poznaniu (1929), następnie był kierownikiem filii „Kuriera Warszawskiego” w Łodzi.
Jako żołnierz uczestniczył w obronie Lwowa. Posiadał stopień porucznika rezerwy.
Kandydował w wyborach do sejmu (1928).

## Odznaczenia
- Krzyż Walecznych (2-krotnie).
- Order Korony Rumunii I-ej klasy[3].